# DDR-Leichtathletik-Meisterschaften 1984
Die DDR-Leichtathletik-Meisterschaften wurden 1984 zum 35. Mal ausgetragen und fanden vom 1. bis 3. Juni zum siebenten Mal im Georgij-Dimitroff-Stadion von Erfurt statt, bei denen in 33 Disziplinen (19 Männer/14 Frauen) die Meister ermittelt wurden. Erstmals mit auf dem Programm standen bei den Frauen das 3000-m-Gehen.
Bei den Männern gelang es acht Athleten (Schröder (100 m), Schönlebe (400 m), Wagenknecht (800 m), Busse (1500 m), Kunze (5000 m), Munkelt (110 m Hürden), Beyer (Kugel) und Schult (Diskus)) ihren Titel aus dem Vorjahr zu verteidigen, was bei den Frauen vier Athletinnen (Göhr (100 m), Daute (Weit), Briesenick (Kugel) und Beyer (Diskus) sowie der Staffel vom SC Motor Jena (4 × 100 m)) gelang.
Für die sportlichen Höhepunkte am Freitagabend sorgten vor 15.000 Zuschauern die 18-jährigen Volker Mai im Dreisprung und Thomas Schönlebe im 400-Meter-Vorlauf, in dem sie neue Junioren-Europarekorde aufstellten. Am Samstag vor 25.000 Zuschauern verbesserten die Frauen vom SC Motor Jena ihren eigenen DDR-Rekord für Klubstaffeln über 4-mal 100 Meter. Anschließend unterbot der Karl-Marx-Städter Schönlebe im Finale seine Rekordzeit vom Vortag nochmal um 25 Hundertstel. Die Meisterschaften endeten am Sonntag mit einem Einladungswettbewerb der Auswahlstaffeln über 4-mal 400 Meter. Vor wieder 25.000 Zuschauern steigerten die Frauen ihren eigenen Weltrekord um 3,12 s und die Männer verbesserten den zwölf Jahre alten Europarekord.
Die Ehrenpreise des Generalsekretärs des ZK der SED und Vorsitzenden des Staatsrates der DDR, Erich Honecker, nahmen für die wertvollsten Einzelleistungen der Meisterschaften bei den Frauen Marlies Göhr für ihren 100-Meter-Lauf und Kugelstoßer Udo Beyer bei den Männern entgegen.
Wie üblich wurden aus zeitlichen oder organisatorischen Gründen verschiedene Wettbewerbe aus dem Programm der in Erfurt stattfindenden Hauptveranstaltung ausgelagert und an andere Orte zu anderen Terminen vergeben. In diesem Jahr waren dies der 3000-Meter-Lauf bei den Frauen, der 10.000-Meter-Lauf bei den Männern, die Marathonläufe, das 50-km-Gehen, der Siebenkampf (Frauen) sowie der Zehnkampf (Männer) und wie jedes Jahr die Crossläufe.
Dabei konnte Werner Schildhauer über die Langstrecke im Crosslauf seinen Titel aus dem Vorjahr verteidigen. Ihre eigenen DDR-Rekorde verbesserten im heimischen Stadion die Potsdamerin Ulrike Bruns im 3000-Meter-Lauf und ihr Klubkamerad Uwe Freimuth im Zehnkampf.
Die erfolgreichsten Athletinnen in diesem Jahr waren mit drei gewonnenen Goldmedaillen die Sprinterin Marlies Göhr und Langstreckenläuferin Ulrike Bruns. Bei den Männern sicherte sich Hansjörg Kunze zwei Meistertitel. Mit insgesamt 9 Gold-, 4 Silber- und 2 Bronzemedaillen war der ASK Vorwärts Potsdam die erfolgreichste Mannschaft der Meisterschaften.

## Zeitplan

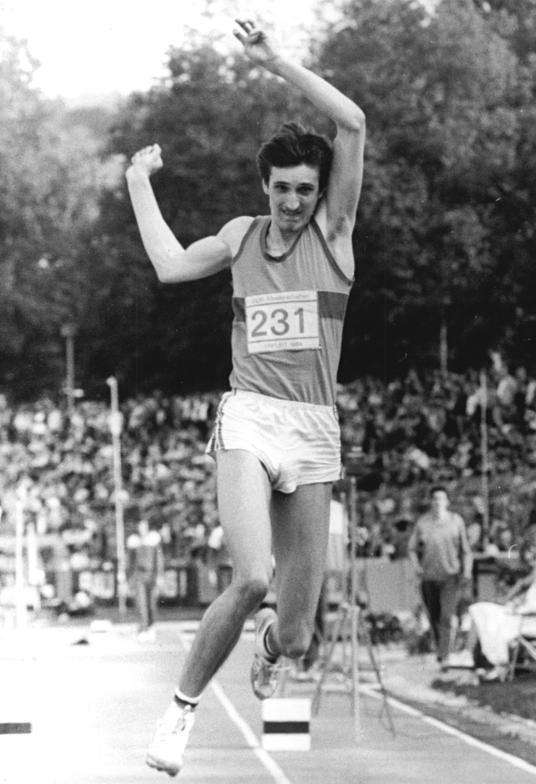
Volker Mai erzielte im Dreisprung mit 16,94 m einen neuen Junioren-Europarekord.

| Zeitplan               | Zeitplan  | Zeitplan | Zeitplan                                                                                         |
| Datum                  | Datum     | Wettbewerbe                                                                                                 | Wettbewerbe                                                                                      |
| Datum                  | Datum     | Männer | Frauen                                                                                           |
| ---------------------- | --------- | --- | ------------------------------------------------------------------------------------------------ |
| Freitag 1. Juni 1984   | 17.00 Uhr | Dreisprung Stabhochsprung 100-Meter-Lauf 110-Meter-Hürdenlauf 3000-Meter-Hindernislauf                      | 100-Meter-Lauf 100-Meter-Hürdenlauf                                                              |
| Sonnabend 2. Juni 1984 | 10.00 Uhr | 20-km-Gehen                                                                                                 |                                                                                                  |
| Sonnabend 2. Juni 1984 | 16.30 Uhr | Speerwurf 4-mal-100-Meter-Staffel Hochsprung 400-Meter-Hürdenlauf Kugelstoßen 400-Meter-Lauf 800-Meter-Lauf | 4-mal-100-Meter-Staffel Weitsprung 400-Meter-Hürdenlauf 400-Meter-Lauf Diskuswurf 800-Meter-Lauf |
| Sonntag 3. Juni 1984   | 14.00 Uhr | Hammerwurf Diskuswurf 200-Meter-Lauf Weitsprung 1500-Meter-Lauf 5000-Meter-Lauf 4-mal-400-Meter-Staffel     | Hochsprung 200-Meter-Lauf Kugelstoßen 1500-Meter-Lauf Speerwurf 4-mal-400-Meter-Staffel          |

## Hauptveranstaltung

### Männer

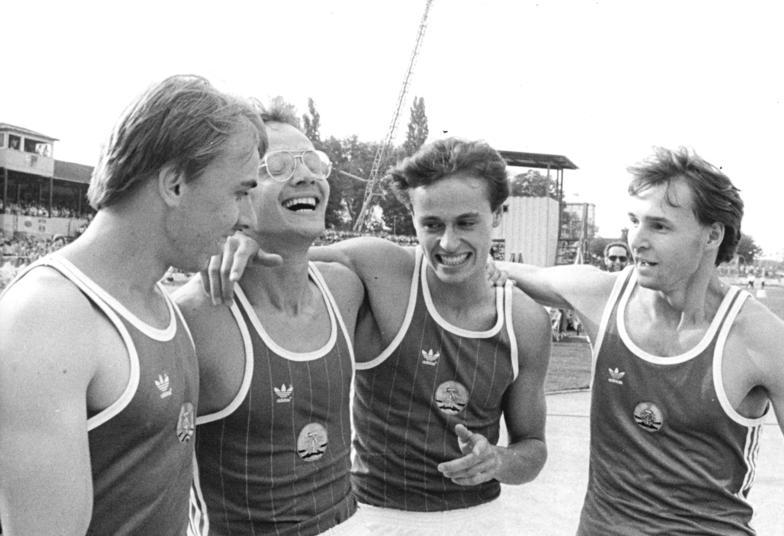
Einen neuen Europarekord stellte das Männerquartett v. l. Lieske, Schönlebe, Carlowitz und Schersing in der 4-mal-400-Meter-Staffel auf.

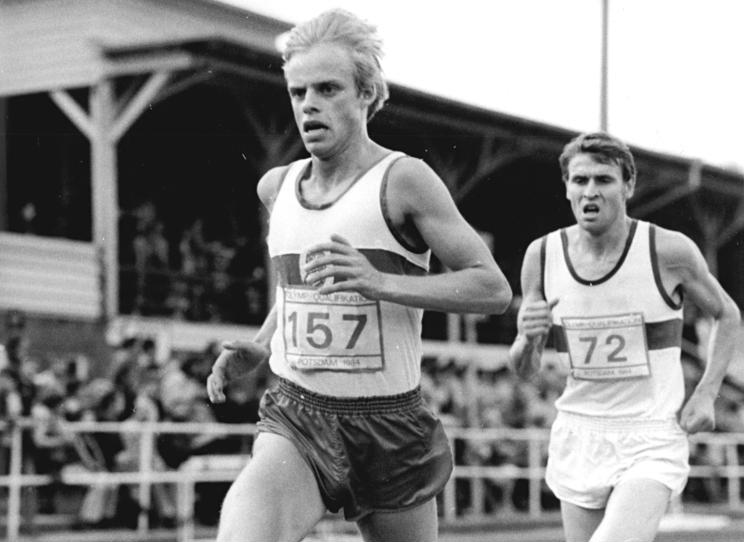
Hansjörg Kunze (Nr. 157) kam in Potsdam erstmals über 10.000 Meter zu Meisterehren vor Titelverteidiger Werner Schildhauer (Nr. 72).

| Disziplin                      | Gold                                                                   | Gold         | Silber                                                                    | Silber       | Bronze                                                                           | Bronze       |
| 0100 m                         | Thomas Schröder SC Neubrandenburg                                      | 10,27 s      | Frank Emmelmann SC Magdeburg                                              | 10,29 s      | Jens Hübler SC Dynamo Berlin                                                     | 10,45 s      |
| 0200 m                         | Frank Emmelmann SC Magdeburg                                           | 20,48 s      | Thomas Schröder SC Neubrandenburg                                         | 20,56 s      | Jens Hübler SC Dynamo Berlin                                                     | 20,63 s      |
| 0400 m                         | Thomas Schönlebe SC Karl-Marx-Stadt                                    | 45,13 s      | Mathias Schersing SC Chemie Halle                                         | 45,29 s      | Jens Carlowitz SC Karl-Marx-Stadt                                                | 45,30 s      |
| 0800 m                         | Detlef Wagenknecht SC Dynamo Berlin                                    | 1:45,62 min  | Andreas Hauck ASK Vorwärts Potsdam                                        | 1:46,09 min  | Olaf Beyer ASK Vorwärts Potsdam                                                  | 1:46,60 min  |
| 1500 m                         | Andreas Busse SC Einheit Dresden                                       | 3:36,03 min  | Andreas Hauck ASK Vorwärts Potsdam                                        | 3:45,93 min  | Hauke Fuhlbrügge SC Turbine Erfurt                                               | 3:46,19 min  |
| 5000 m                         | Hansjörg Kunze SC Empor Rostock                                        | 13:47,31 min | Jörg Peter SC Einheit Dresden                                             | 13:48,91 min | Frank Heine ASK Vorwärts Potsdam                                                 | 14:07,58 min |
| 110 m Hürden                   | Thomas Munkelt SC DHfK Leipzig                                         | 13,51 s      | Holger Pohland SC DHfK Leipzig                                            | 13,77 s      | Andreas Schlißke SC Karl-Marx-Stadt                                              | 13,91 s      |
| 400 m Hürden                   | Manfred Konow SC Traktor Schwerin                                      | 49,78 s      | Volker Beck SC Turbine Erfurt                                             | 49,85 s      | Jörg Steinbrecher SC Turbine Erfurt                                              | 50,83 s      |
| 3000 m Hindernis               | Rainer Wachenbrunner SC Dynamo Berlin                                  | 8:39,47 min  | Frank Fischer SC Traktor Schwerin                                         | 8:39,47 min  | Peter Krüger SC Einheit Dresden                                                  | 8:55,98 min  |
| 4 × 100 m                      | SC Dynamo Berlin Wolfgang Guse Jens Hübler Uwe Grunert Frank Hollender | 39,92 s      | SC Neubrandenburg Frank Genzmer Thomas Piepenhagen Bernow Thomas Schröder | 40,04 s      | SC Karl-Marx-Stadt Arne Rinckleb Torsten Straßburger Hartmut Röhl Sören Schlegel | 40,28 s      |
| Einladungswettbewerb 4 × 400 m | DDR A Guido Lieske Mathias Schersing Jens Carlowitz Thomas Schönlebe   | 3:00,47 min  | DDR B Carlo Niestädt Jörg Steinbrecher Manfred Konow Frank Schaffer       | 3:06,49 min  | SC Neubrandenburg Mario Monien Andreas Kaliebe Eckhard Trylus Bodo Behmer        | 3:08,07 min  |
| 20-km-Gehen                    | Ronald Weigel ASK Vorwärts Potsdam                                     | 1:22:16 h    | Roland Wieser SC Dynamo Berlin                                            | 1:22:43 h    | Hartwig Gauder SC Turbine Erfurt                                                 | 1:22:53 h    |
| Hochsprung                     | Gerd Wessig SC Traktor Schwerin                                        | 2,27 m       | Andreas Sam SC Karl-Marx-Stadt                                            | 2,24 m       | Uwe-Jens Austel SC Dynamo Berlin                                                 | 2,21 m       |
| Stabhochsprung                 | Andreas Kramß SC Dynamo Berlin                                         | 5,40 m       | Detlef Pilz SC DHfK Leipzig                                               | 5,20 m       | Olaf Kasten SC DHfK Leipzig                                                      | 5,20 m       |
| Weitsprung                     | Lutz Dombrowski SC Karl-Marx-Stadt                                     | 8,28 m       | Mathias Koch SC Magdeburg                                                 | 8,06 m       | Uwe Lange SC Dynamo Berlin                                                       | 8,05 m       |
| Dreisprung                     | Volker Mai SC Neubrandenburg                                           | 16,94 m      | Jörg Elbe SC Karl-Marx-Stadt                                              | 16,72 m      | Bodo Behmer SC Neubrandenburg                                                    | 16,60 m      |
| Kugelstoßen                    | Udo Beyer ASK Vorwärts Potsdam                                         | 21,72 m      | Ulf Timmermann TSC Berlin                                                 | 21,49 m      | Peter Block SC Neubrandenburg                                                    | 20,14 m      |
| Diskuswurf                     | Jürgen Schult SC Traktor Schwerin                                      | 65,40 m      | Wolfgang Warnemünde SC Empor Rostock                                      | 65,28 m      | Armin Lemme SC Magdeburg                                                         | 64,84 m      |
| Hammerwurf                     | Ralf Haber SC Karl-Marx-Stadt                                          | 78,04 m      | Gunther Rodehau SC Einheit Dresden                                        | 77,02 m      | Roland Steuk TSC Berlin                                                          | 76,06 m      |
| Speerwurf                      | Uwe Hohn ASK Vorwärts Potsdam                                          | 93,80 m      | Detlef Michel TSC Berlin                                                  | 93,68 m      | Gerald Weiß SC Traktor Schwerin                                                  | 88,94 m      |

1. ↑  Thomas Schönlebe stellte bereits im Vorlauf mit 45,38 s einen neuen Junioren-Europarekord auf.

### Frauen

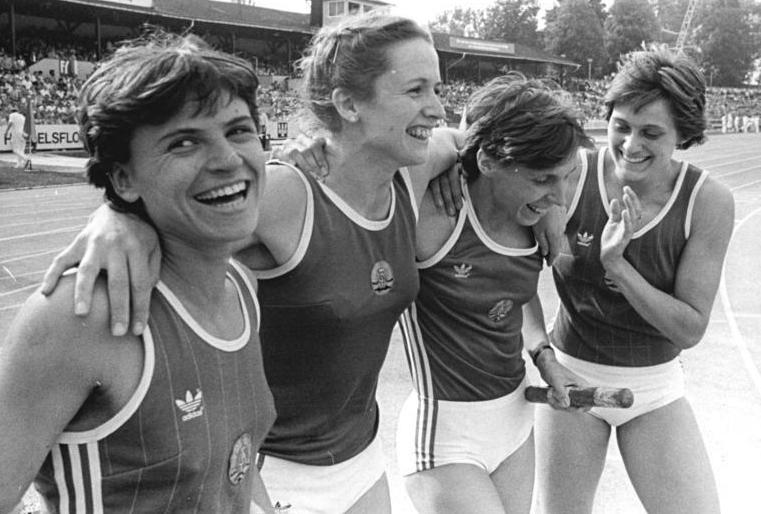
Für einen neuen Weltrekord sorgte das Staffelquartett v. l. Rübsam, Walther, Koch und Busch über 4-mal 400 Meter.

| Disziplin                      | Gold                                                                     | Gold         | Silber                                                                  | Silber       | Bronze                                                                 | Bronze      |
| 0100 m                         | Marlies Göhr SC Motor Jena                                               | 10,89 s      | Gesine Walther SC Turbine Erfurt                                        | 11,20 s      | Ingrid Auerswald SC Motor Jena                                         | 11,25 s     |
| 0200 m                         | Marlies Göhr SC Motor Jena                                               | 21,74 s      | Bärbel Wöckel SC Motor Jena                                             | 22,19 s      | Gesine Walther SC Turbine Erfurt                                       | 22,34 s     |
| 0400 m                         | Marita Koch SC Empor Rostock                                             | 48,86 s      | Sabine Busch SC Turbine Erfurt                                          | 49,24 s      | Dagmar Rübsam SC Turbine Erfurt                                        | 49,58 s     |
| 0800 m                         | Hildegard Ullrich SC Turbine Erfurt                                      | 1:58,31 min  | Katrin Wühn SC Chemie Halle                                             | 1:59,33 min  | Antje Schröder SC Chemie Halle                                         | 1:59,75 min |
| 1500 m                         | Ulrike Bruns ASK Vorwärts Potsdam                                        | 4:01,38 min  | Hildegard Ullrich SC Turbine Erfurt                                     | 4:06,65 min  | Christiane Wartenberg SC Chemie Halle                                  | 4:08,11 min |
| 100 m Hürden                   | Cornelia Riefstahl SC Dynamo Berlin                                      | 12,64 s      | Bettine Jahn SC Karl-Marx-Stadt                                         | 12,78 s      | Gloria Kovarik SC Cottbus                                              | 12,87 s     |
| 400 m Hürden                   | Birgit Uibel SC Cottbus                                                  | 54,90 s      | Petra Pfaff SC Cottbus                                                  | 55,63 s      | Ellen Fiedler SC Dynamo Berlin                                         | 55,77 s     |
| 4 × 100 m                      | SC Motor Jena I Ines Schmidt Bärbel Wöckel Ingrid Auerswald Marlies Göhr | 42,20 s      | SC Motor Jena II Ina Püschel Sabine Rieger Stefanie Jacob Astrid Walter | 44,82 s      | SC Magdeburg Manuela Braun Heike Terpe Sabine Klaus Cornelia Feuerbach | 45,26 s     |
| Einladungswettbewerb 4 × 400 m | DDR A Gesine Walther Sabine Busch Dagmar Rübsam Marita Koch              | 3:15,92 min  | DDR C Birgit Uibel Sylvia Kirchner Christine Näthler Iris Rädisch       | 3:30,39 min  | DDR B Petra Müller Annett Hesselbarth Frauke Jürgens Kerstin Jahn      | 3:30,74 min |
| 3000 m Gehen                   | Doris Kampa SC DHfK Leipzig                                              | 16:06,63 min | Yvonne Dietrich BSG Mikroelektronik Erfurt                              | 16:28,92 min | –                                                                      | –           |
| Hochsprung                     | Andrea Bienias SC DHfK Leipzig                                           | 1,94 m       | Susanne Helm SC Dynamo Berlin                                           | 1,91 m       | Silvia Sittner SC Dynamo Berlin                                        | 1,85 m      |
| Weitsprung                     | Heike Daute SC Motor Jena                                                | 7,00 m       | Sigrid Ulbricht SC Magdeburg                                            | 6,84 m       | Brigitte Wujak SC Dynamo Berlin                                        | 6,76 m      |
| Kugelstoßen                    | Ilona Briesenick SC Dynamo Berlin                                        | 21,20 m      | Ines Müller SC Empor Rostock                                            | 21,15 m      | Helma Knorscheidt SC Chemie Halle                                      | 21,06 m     |
| Diskuswurf                     | Gisela Beyer ASK Vorwärts Potsdam                                        | 70,32 m      | Irina Meszynski TSC Berlin                                              | 69,20 m      | Martina Opitz SC DHfK Leipzig                                          | 68,96 m     |
| Speerwurf                      | Petra Felke SC Motor Jena                                                | 65,90 m      | Kerstin Brauer SC Einheit Dresden                                       | 61,06 m      | Carola Fürst SC Cottbus                                                | 60,26 m     |

## Ausgelagerte Wettbewerbe
Wie üblich wurden aus zeitlichen oder organisatorischen Gründen verschiedene Wettbewerbe nicht im Rahmen der in Erfurt stattfindenden Hauptveranstaltung ausgetragen.
Terminkalender der ausgelagerten Wettbewerbe in chronologischer Reihenfolge:
- Crosslauf: Bad Düben, 24. März
- 3000-Meter-Lauf der Frauen und 10.000-Meter-Lauf der Männer: im Rahmen der ersten Olympiaqualifikation im Stadion Luftschiffhafen von Potsdam, 5. Mai
- Mehrkämpfe: im Rahmen des XXII. Olympischen Tages im Stadion Luftschiffhafen von Potsdam, 20. bis 21. Juli – Männer: Zehnkampf / Frauen Siebenkampf
- Marathonlauf: Weißwasser, 7. Oktober
- 50-km-Gehen: 5 km Rundkurs im Rotehornpark von Magdeburg, 14. Oktober

### Männer
| Disziplin                      | Gold                               | Gold         | Silber                                | Silber       | Bronze                            | Bronze       |
| 10.000 m                       | Hansjörg Kunze SC Empor Rostock    | 27:33,10 min | Werner Schildhauer SC Chemie Halle    | 28:09,05 min | Jörg Peter SC Einheit Dresden     | 28:17,95 min |
| Marathon                       | Frank Konzack SC Cottbus           | 2:18:50,0 h  | Ralf Preibisch SC Magdeburg           | 2:19:03,0 h  | Matthias Weller SC Motor Jena     | 2:19:19,0 h  |
| 50-km-Gehen                    | Axel Noack TSC Berlin              | 4:00:41,0 h  | Bernd Gummelt ASK Vorwärts Potsdam    | 4:02:11,0 h  | –                                 | –            |
| Zehnkampf                      | Uwe Freimuth ASK Vorwärts Potsdam  | 8704 Punkte  | Torsten Voss SC Traktor Schwerin      | 8444 Punkte  | Hans-Ulrich Riecke SC Magdeburg   | 8212 Punkte  |
| Crosslauf Mittelstrecke – 4 km | Olaf Beyer ASK Vorwärts Potsdam    | 12:00,0 min  | Rainer Wachenbrunner SC Dynamo Berlin | 12:03,4 min  | Frank Fischer SC Traktor Schwerin | 12:05,4 min  |
| Crosslauf Langstrecke – 12 km  | Werner Schildhauer SC Chemie Halle | 35:07,4 min  | Axel Krippschock SC Dynamo Berlin     | 35:08,0 min  | Hagen Melzer SC Einheit Dresden   | 35:49,8 min  |

### Frauen
| Disziplin      | Gold                              | Gold        | Silber                             | Silber      | Bronze                                          | Bronze      |
| 3000 m         | Ulrike Bruns ASK Vorwärts Potsdam | 8:42,81 min | Gabriele Martins SC Dynamo Berlin  | 8:53,63 min | Katrin Dörre SC DHfK Leipzig                    | 9:04,01 min |
| Marathon       | Uta Möckel SC Motor Jena          | 2:42:30,0 h | Kristina Garlipp SC Motor Jena     | 2:43:42,0 h | Monika Bianchin BSG Brennstoffinstitut Freiberg | 2:54:22,0 h |
| Siebenkampf    | Sabine Paetz SC DHfK Leipzig      | 6785 Punkte | Ramona Neubert SC Einheit Dresden  | 6740 Punkte | Anke Vater SC Neubrandenburg                    | 6722 Punkte |
| Crosslauf 2 km | Ulrike Bruns ASK Vorwärts Potsdam | 6:47,8 min  | Birgit Brudel ASK Vorwärts Potsdam | 6:59,4 min  | Katrin Dörre SC DHfK Leipzig                    | 7:03,2 min  |

## Medaillenspiegel

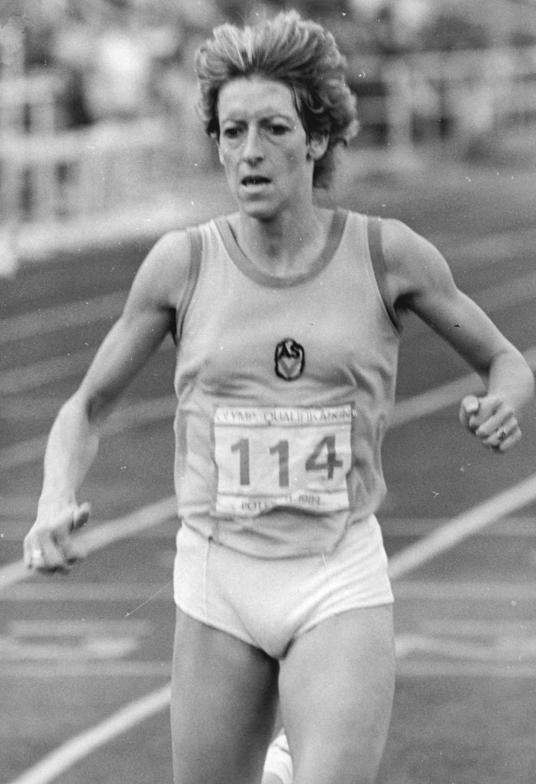
Eine der erfolgreichsten Athletin bei den Meisterschaften war Ulrike Bruns mit drei Meisterehren über 1500 m, 3000 m und im Crosslauf.

Der Medaillenspiegel umfasst die Medaillengewinner und -gewinnerinnen aller Wettbewerbe.
| Platz | Verein                              | Verein                          | Gold | Silber | Bronze | Gesamt |
| 01    | Logo vom ASK Vorwärts Potsdam       | ASK Vorwärts Potsdam            | 9    | 4      | 2      | 150    |
| 02    | Logo vom SC Dynamo Berlin           | SC Dynamo Berlin                | 6    | 5      | 7      | 180    |
| 03    | Logo vom SC Motor Jena              | SC Motor Jena                   | 6    | 3      | 2      | 110    |
| 04    |                                     | SC DHfK Leipzig                 | 4    | 2      | 4      | 100    |
| 05    | Logo vom SC Karl-Marx-Stadt         | SC Karl-Marx-Stadt              | 3    | 3      | 3      | 9      |
| 06    | Logo vom SC Traktor Schwerin        | SC Traktor Schwerin             | 3    | 2      | 2      | 7      |
| 07    | Logo vom SC Empor Rostock           | SC Empor Rostock                | 3    | 2      | –      | 5      |
| 08    | Logo vom SC Neubrandenburg          | SC Neubrandenburg               | 2    | 2      | 3      | 7      |
| 09    | Logo vom SC Cottbus                 | SC Cottbus                      | 2    | 1      | 2      | 5      |
| 10    | Logo vom SC Turbine Erfurt          | SC Turbine Erfurt               | 1    | 4      | 5      | 100    |
| 11    | Logo vom SC Magdeburg               | SC Magdeburg                    | 1    | 4      | 3      | 8      |
| 11    | Logo vom SC Einheit Dresden         | SC Einheit Dresden              | 1    | 4      | 3      | 8      |
| 13    | Logo vom SC Chemie Halle            | SC Chemie Halle                 | 1    | 3      | 3      | 7      |
| 14    | Logo vom TSC Berlin                 | TSC Berlin                      | 1    | 3      | 1      | 5      |
| 15    | Logo der BSG Mikroelektronik Erfurt | BSG Mikroelektronik Erfurt      | –    | 1      | –      | 1      |
| 16    | kein Logo vorhanden                 | BSG Brennstoffinstitut Freiberg | –    | –      | 1      | 1      |
|       | Total                               | Total                           | 43   | 43     | 41     | 127    |